# Dunkle Freischwanzfledermaus

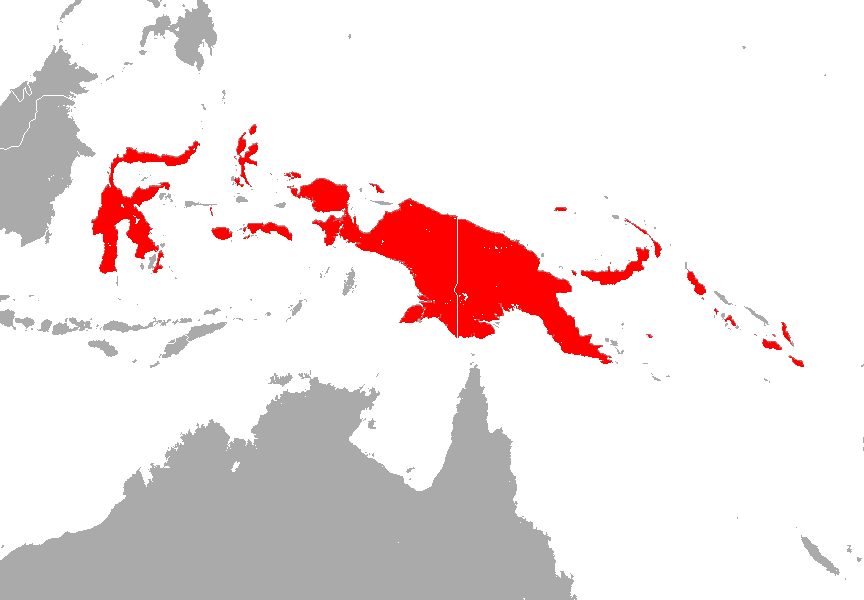
Verbreitungsgebiet der Dunklen Freischwanzfledermaus.

Die Dunkle Freischwanzfledermaus (Mosia nigrescens) ist eine der kleinsten Fledermäuse und die einzige Art der Gattung Mosia innerhalb der Familie Glattnasen-Freischwänze.

## Beschreibung
Diese Fledermaus ist eng mit den Arten der Gattungen Coleura und Emballonura verwandt, sie werden in der Tribus Emballonurini zusammengefasst. Mosia unterscheidet sich von den anderen beiden Gattungen durch einen abweichenden Aufbau der Muskulatur am Zungenbein. Außerdem hat sie eine schmalere Gestalt. Mosia nigrescens erreicht eine Kopf-Rumpf-Länge von 32 bis 41 mm und eine Schwanzlänge von 7 bis 12 mm. Das Gewicht der Art liegt bei 2,5 bis 4,1 g. Sie hat ein braunes Fell.

## Verbreitung
Das Verbreitungsgebiet liegt in Südostasien und in der biogeografischen Region Australis. Es reicht von Sulawesi über Neuguinea bis zu den Salomonen. Die Art kommt in unterschiedlichen Habitaten wie Wäldern, Mangrovengebieten und kultivierten Landschaften vor.

## Lebensweise
Die Ruheplätze dieser Fledermaus liegen in Höhlen, Felsspalten, Hausdächern oder hinter großen Palmenblättern. Im Gegensatz zu Emballonura kommen häufig gemischte Gruppen mit Männchen und Weibchen vor. Sie begeben sich kurz vor der Dämmerung auf Nahrungssuche und jagen verschiedene Insekten. Da der Anteil flügelloser Ameisen hoch ist, wird angenommen, dass sich die Fledermaus öfter am Boden aufhält. Allgemein wird ein Junges pro Wurf geboren.
Mosia nigrescens kommt häufig vor und wird von der Weltnaturschutzunion (IUCN) als „nicht gefährdet“ (Least Concern) gelistet.